# Різдвяне перемир'я

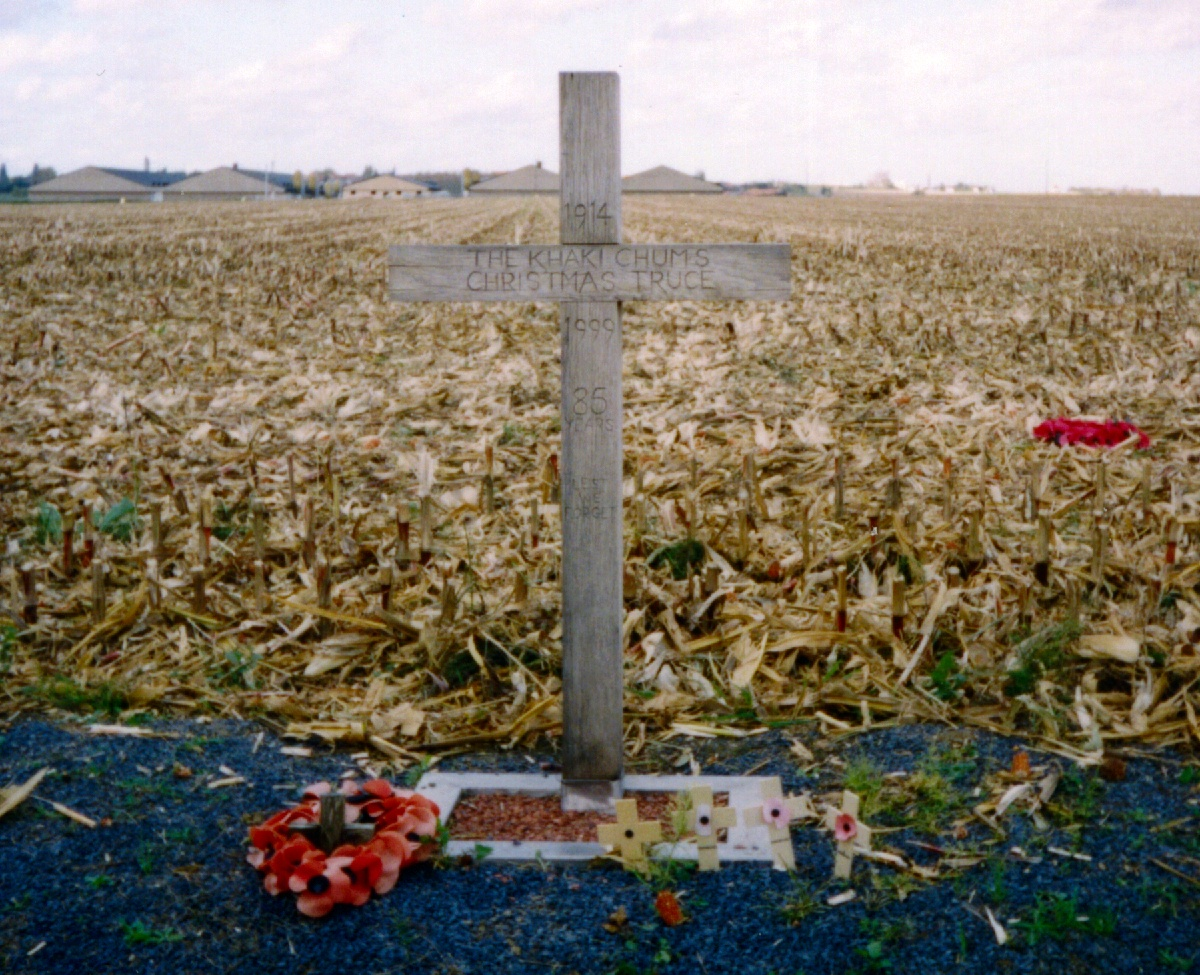
Хрест, встановлений біля Іпра в Бельгії у 1999 році на пам'ять про різдвяне перемир'я 1914 року

Британські та німецькі солдати на нейтральній смузі під час різдвяного перемир'я

Різдвяне перемир'я (нім. Weihnachtsfrieden, англ. Christmas truce, фр. Trêve de Noël) — серія неофіційних короткочасних випадків припинення бойових дій на Західному фронті Першої світової війни напередодні Різдва 1914 року.
Напередодні передріздвяного тижня німецькі та англійські солдати виходили зі своїх окопів, щоб обмінятися традиційними різдвяними привітаннями. Подекуди чоловіки з обох сторін сходились на нічийній землі у Святвечір та Різдво поспілкуватися та обмінятися харчами і сувенірами. Відбувалися також спільні поховання загиблих та обмін полоненими; на деяких зустрічах разом колядували. Солдати грали між собою у футбол. Проте мирна поведінка не була повсюдним явищем; бої продовжувалися в деяких секторах, в інших — обмежувались угодами про затишшя, щоб забрати тіла загиблих. Наступного року кілька підрозділів домовились про припинення вогню, але це перемир'я не набуло такого поширення, як у 1914 році. Частково це пов'язано з суворими заборонами щодо братання командуванням обох сторін. У 1916 році солдати не оголошували перемир'я. Війна стала ще напруженішою після величезних людських втрат під час битви на Соммі та Верденського бою і застосуванням отруйного газу.
Різдвяні перемир'я відображали поширення філософії: «живи і дай жити іншим», коли піхотні підрозділи, що знаходились близько одне від одного, припиняли нападчу поведінку і організовувались у невеликі братерства, розмовляли чи обмінювались цигарками. Іноді такі братерства дозволяли солдатам пройти між лініями, аби врятувати поранених і забрати тіла загиблих товаришів; існувала мовчазна домовленість не стріляти в час перепочинку, тренувань чи робіт перед очима у ворога. Різдвяні перемир'я мали особливе значення через кількість учасників та рівень їхньої участі (навіть у дуже мирних секторах вважалося дивовижним, коли десятки людей відкрито збиралися вдень) і трактується як символічний момент миру й гуманності в найжорстокіші часи історії людства.

## Пам'ять

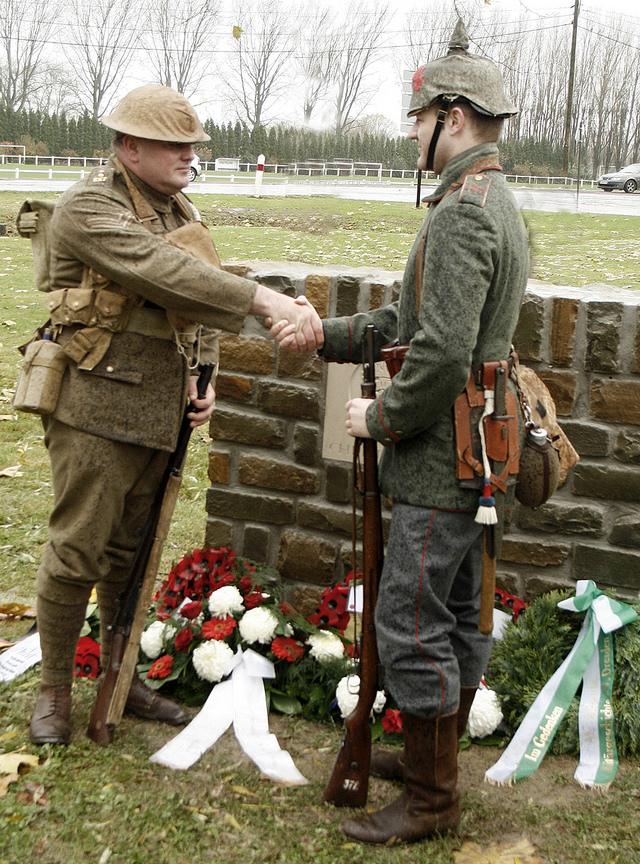
Нащадки ветеранів Першої світової війни, одягнуті в однострої тогочасних ворожих армій, тиснуть одне одному руки на церемонії відкриття пам'ятника перемир'ю (2008 рік)

Різдвяне перемир'я також згадується в безлічі робіт, а також у популярній культурі.
- Атмосферу, що панувала на полі перемир'я, дуже точно передає знаменита балада «Christmas in The Trenches» («Різдво в окопах», слова і музика Джона Маккатчена). Вона заснована на реальних подіях, що відбувалися на Західному фронті Першої світової війни.
- Події Різдвяного перемир'я слугували сюжетом для художнього фільму 2005 року «Щасливого Різдва».
- Пам'ятник Різдвяному перемир'ю був відкритий 11 листопада 2008 року в місті Френінген, Франція.
- шведський рок-гурт Sabaton присвятив цій події сінгл «Christmas truce»[1][2].
- Різдвяному перемир'ю присвячений різдвяний спецвипуск «Двічі поспіль[en]» (англ. Twice Upon a Time) 2017 року британського телесеріалу «Доктор Хто», в якому головні герої беруть участь у долі британського капітана, якому судилося загинути незадовго до початку різдвяного перемир'я[3].

## Галерея

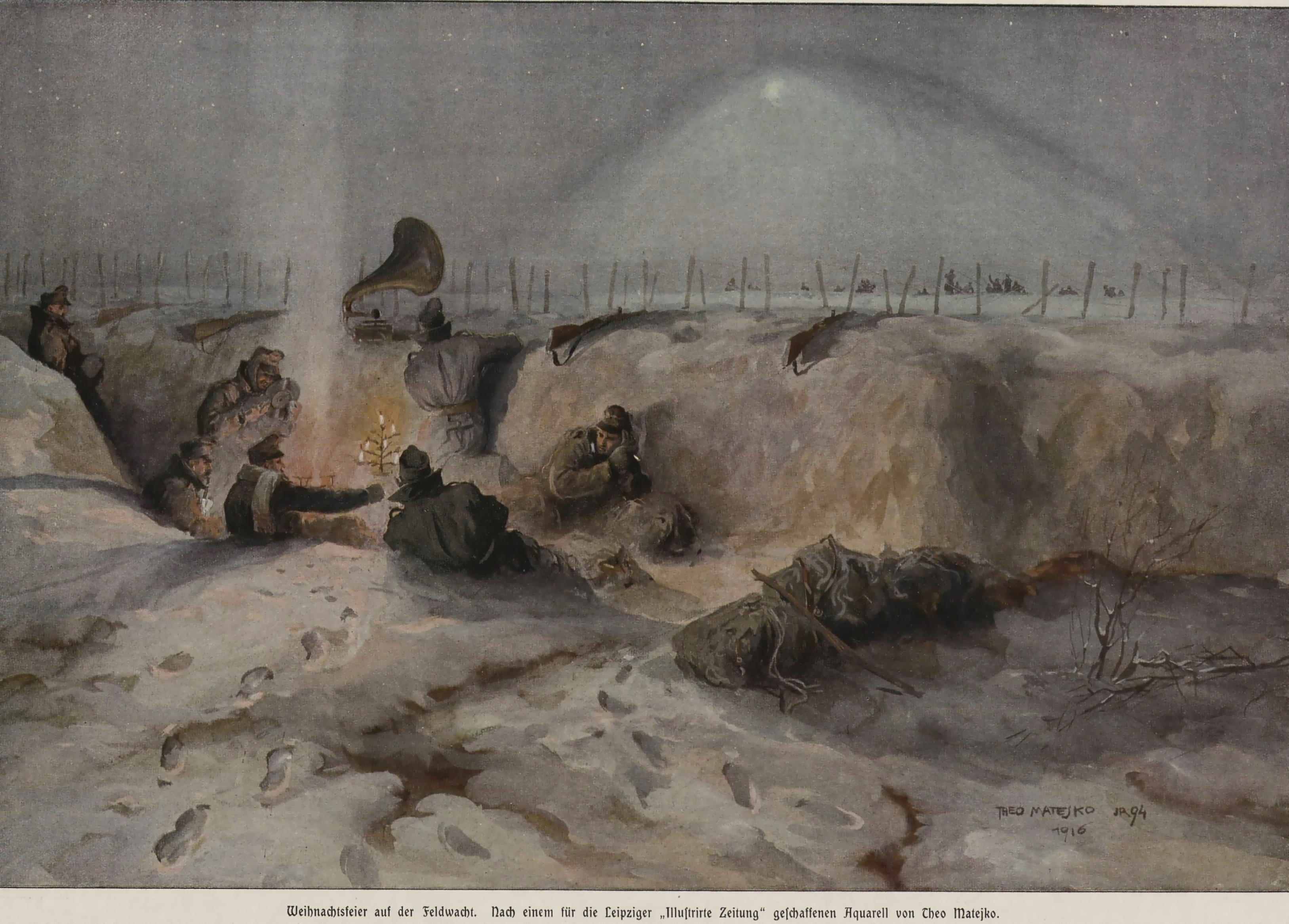
Тео Матейко «Різдво в окопі», Волинь 1916 р.